# American Heroes Channel

Logo de Military Channel (2005-2014)

American Heroes Channel est une chaîne de télévision américaine spécialisée sur le monde militaire. Elle a été lancée le 15 juillet 1998 et appartient à Warner Bros. Discovery.

## Histoire
La chaîne a été lancée le 15 juillet 1998 sous le nom Discovery Wings, se concentrant sur les aéronefs et l'aérospatiale. Plusieurs émissions sur les avions de l'armée faisaient leur apparition sur la chaîne, qui est devenue Military Channel le 10 janvier 2005.
Elle change de nom à nouveau pour American Heroes Channel à partir du 3 mars 2014.

## Canada
Au Canada, la chaîne est autorisée pour distribution depuis juillet 2001 et est disponible en version standard chez la plupart des fournisseurs canadiens.